# Наїль (султан Сеннару)
Наїль (*араб. نايل; д/н — 1550/1551) — 2-й макк (султан) Сеннару у близько 1534—1551 роках.

## Життєпис
Походив з династії Фундж. Син макка Амара I. Посів трон після смерті останнього близько 1533/1534 року. Продовжив політику попередника щодо протистояння Османській імперії, яка поступово встановлювала контроль в Червоному морі. 1538 року османи захопили Ємен і місто Аден.
Уклав союз з Ефіопією та Португалією. Підтримував 1541 року захоплення португальським флотом на чолі із братами Ештеваном і Кріштованом да Ґама місто Суакін. Також ситуація значного погрішилося після поразки адалського султана Ахмад аль-Газі (союзника Осмнаської імперії) у війні з португало-ефіопськими військами. Також сприяло зміцненю становища Сеннару те, що у Верхньому Єгипті чинило спротив османським пашам арабське плем'я бану-умар, яке підтримував Наїль. Також османські сили були відволічені повстанням зейдитів на чолі із імамом Аль-Мутаххаром в Ємені. Тому виконання плану бейлербея Оздемир-паши щодо вторгнення до Сеннару і Ефіопії був відтермінований.
До кінця панування Наїль постійно маневрував, намагаючись не допустити вторгнення османських військ. Помер 1550/1551 року. Йому спадкував брат Абд аль-Кадір I.